# Danska brigaden

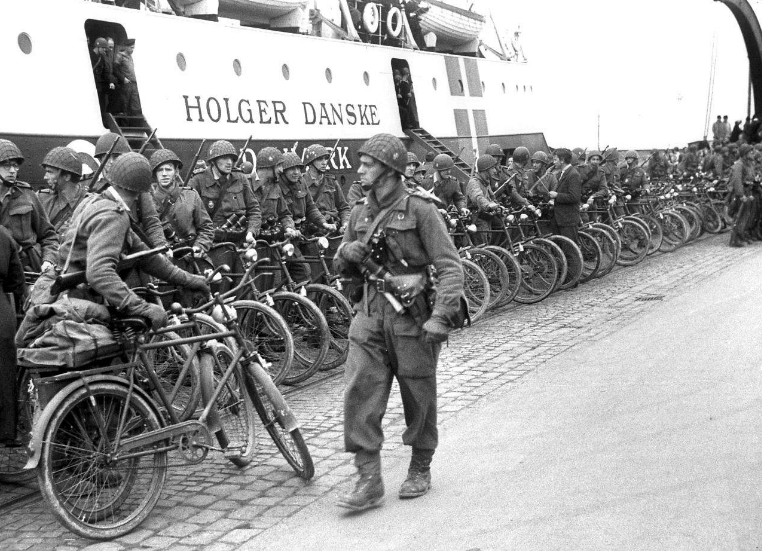
Danska brigaden vid ankomst till Helsingör den 5 maj 1945

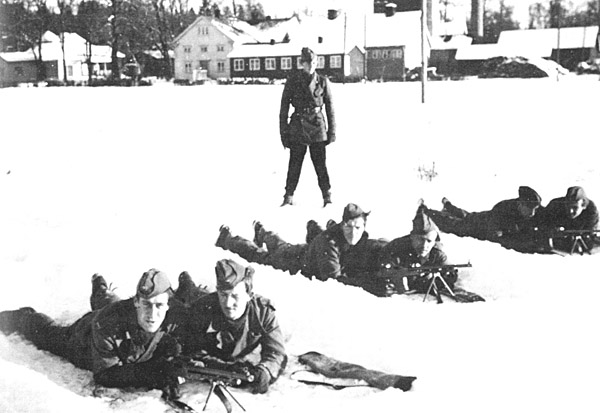
Danskar vid Sätra brunn i Västmanland.

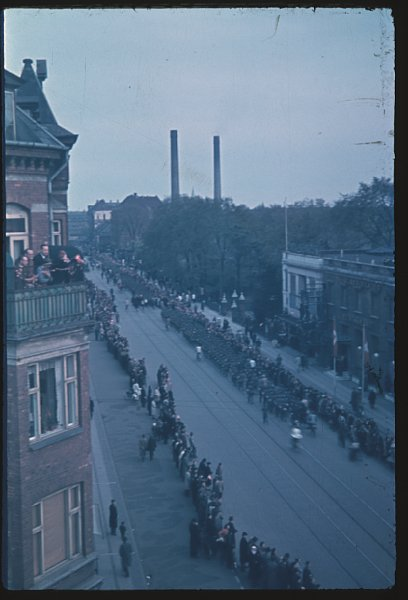
Den danska brigadens inmarsch Köpenhamn den 5 maj 1945

Danska brigaden,  Danforce, var en militär arméenhet bestående av danska flyktingar som utbildades i Sverige från början av 1944. Brigaden var tänkt att användas i Operation Rädda Danmark men eftersom operationen ej blev av, överfördes brigaden från Helsingborg till Helsingör i Danmark efter den tyska kapitulationen, den 5 maj 1945 .
Danska brigaden leddes av den danske generalmajoren Kristian Knudtzon (1888-1972). Denne hade kommit till Sverige den 10 november 1942 med uppdrag av den danske generallöjtnanten Ebbe Gørtz att söka bygga upp en dansk militär enhet i Sverige.
Brigaden var inte utrustad med tyngre vapen, utan utbildades huvudsakligen som kommandosoldater. Handvapnen var i huvudsak 6,5 mm mausergevär m/96. År 1944 utrustades soldaterna med brittiska uniformer.

## Förläggningar
Det första lägret upprättades i Sofielund, strax utanför Tingsryd i Kronobergs län. Efter hand verksamheten baserna ut till sex förläggningar, exklusive inkvarteringen av omkring 200 Danska flottiljens matroser i Karlskrona:
- Sätra brunn - 500 man
- Håtunaholm - 800 man
- Sofielund - 650 man
- Ryds brunn - 350 man
- Tingsryd: 150 man
- Ronneby brunn - 1 100 man

## Överföring till Danmark
Danska brigaden samlades i april 1945 som en enda enhet i ett läger med 250 tält i Härkeberga. Politiska beslut i Danmark ledde till att styrkan fick invänta en tysk kapitulation. Den utgjordes då av omkring 4 800 personer, varav 3 400 stridande soldater och övriga inom stödenheter som brandkår, fältläkarkår, arbetskommando, lottakår och trängenhet.
Brigaden överfördes från Helsingborg till Helsingör den 5 maj 1945, delvis med fartyg från Danska flottiljen. 
Vid inmarschen i Köpenhamn på väg mot Matthæusgades Skole miste tre medlemmar av brigadens fjärde bataljon livet genom beskjutning från kringliggande tak av danska nazistkollaboratörer. Eftersom soldaterna i Sverige tränat urban krigföring, slog de tillbaka och vann striden efter tjugo minuter. Fem fiender dödades och fyra tillfångatogs. Ett minnesmärke har satts upp vid korsningen Jagtvej/Rantzausgade.
Brigaden fick i Danmark olika uppgifter, bland annat att bevaka den dansk-tyska gränsen, men upplöstes som enhet den 10 juli.